# Buntul Gayo
Buntul Gayo is een bestuurslaag in het regentschap Bener Meriah van de provincie Atjeh, Indonesië. Buntul Gayo telt 376 inwoners (volkstelling 2010).